# 袁庄乡
袁庄乡，是中华人民共和国河南省郑州市新密市下辖的一个乡镇级行政单位。

## 行政区划
袁庄乡下辖以下地区：
移民社区、袁庄村、靳沟村、拐沟村、青河村、井沟村、小台沟村、龙泉寺村、山顶村、乱石坡村、郑冲村、郭庄村、方沟村、张华岭村、石贯峪村、陈垴村、槐阴寺村、吴家庄村、张家门村、姚山村和姜沟村。